# Pulaski (Georgia)
Pulaski – miasto w Stanach Zjednoczonych, w stanie Georgia, w hrabstwie Candler.